# Bongolava
Bongolava is een regio in het westen van centraal Madagaskar. De regio heeft een oppervlakte van 16.688 km2 en de regio heeft 433.369 in 2011 inwoners. De regio grenst in het noorden aan Betsiboka, in het noordwesten aan Melaky, in het westen aan Menabe, in het zuiden aan Vakinankaratra, in het zuidoosten aan Itasy en in het oosten aan Analamanga. De regio is ingedeeld in twee districten Fenoarivobe en Tsiroanomandidy.